# 藤田雅
藤田 雅（ふじた みやび）は、日本のピアニスト、フルート奏者、指揮者、音楽教育者。

## 経歴
4歳より音楽教育を受け13歳よりフルートを、15歳より作曲を学ぶ。
桐朋学園大学音楽学部フルート専攻卒業、同研究科修了。フルートを峰岸壮一に師事。三村園子、根岸道子、工藤重典、ジェームズ・ゴールウェイ、クリスティアン・ラルデ (Christian Lardé) の指導も受ける。室内楽を数住岸子、山崎伸子、中川良平、カール・ライスター、アンリエット・ピュイグ＝ロジェに師事。ピアノを大原宣子に、作曲・和声学を森垣桂一、香月修に師事。
1987年（昭和62年）渡米、インディアナ大学大学院アーティスト・ディプロマ・コースにて引き続きフルートを学び、室内楽をジョーゼフ・ギンゴールドに学ぶが、1989年（平成元年）同大学院ピアノ科に転科し練木繁夫に師事。1990年（平成2年）にはジュリアード音楽院大学院ピアノ伴奏科へ進む。ピアノをマーシャル・ウィリアムソン (Marshall Williamson) 、ジョナサン・フェルドマン (Jonathan Feldman) 、マーゴ・ギャレット (Margo Garrett) に師事。在学中より室内楽ピアニストとしてカーネギーリサイタルホール、リンカーンセンターを始めニューヨーク、ボストン、シカゴ、ロサンゼルス、 ワシントンDC等の全米各地はもとよりドイツ、フランス、オーストリア、フィンランド等ヨーロッパ各国でも演奏する。また、ジュリアード音楽院教授のフルート奏者キャロル・ウィンセンス (Carol Wincenc) の専属ピアニストを務める。1991年（平成3年）にはニューヨークの国際連合本会議場に於ける「平和コンサート」に出演、その模様は全米に生中継された。フィンランド大使公邸での音楽会にゲストとして招かれたり、米国のラジオステーション、テレビ番組にも数多く出演。
1992年（平成4年）ジュリアード音楽院大学院課程修了と同時に同音楽院スタッフピアニストとなる。1993年（平成5年）からは神戸国際フルートコンクールの公式ピアニストを務めている。1995年（平成7年）にはサンフランシスコ・オペラ「メローラ・オペラプログラム」のオペラコーチ／ピアニストに就任し、オペラ製作の音楽スタッフを務める他、マリリン・ホーン、レジーヌ・クレスパン (Régine Crespin) 、クレイグ・ルーテンバーグ (Craig Rutenberg) 等のマスタークラスでピアニストを務め、オペラコーチに贈られる最高位"Otto Guth Memorial Award"を日本人として初めて受賞。同歌劇場オペラセンターの「ウェスタン・オペラ・シアター」全米ツアーの副指揮者／オペラコーチとして契約。
ピアニストとしてのこれまでの主な共演者は、ジーン・バックストレッサー (Jeanne Baxtresser)：フルート、シュテパン・トゥルノフスキー (Štěpán Turnovský)：ファゴット、ミシェル・デボスト：フルート、アラン・マリオン：フルート、キャロル・ウィンセンス (Carol Wincenc) ：フルート、峰岸壮一：フルート、重松みか：メゾソプラノ、ヴォルフガング・シュルツ：フルート、デイヴィッド・パイアット (David Pyatt)：ホルン、豊嶋泰嗣：ヴァイオリン、横川晴児：クラリネット、泉真由：フルート、渡辺泰：フルート＆ピッコロ、若松純子：フルート、オーレル・ニコレ：フルート、トレヴァー・ワイ (Trevor Wye)：フルート、ハンスゲオルク・シュマイザー (Hansgeorg Schmeiser)：フルート、福井弘康：ファゴット、川田知子：ヴァイオリン、高橋聖純：フルート、藤村俊介：チェロ、江口有香：ヴァイオリン、ペーター・シュミードル：クラリネット、時任和夫：ピッコロ、ヴォルフガング・シュルツ：フルート、ギュンター・ヘグナー (Günter Högner)：ホルン、デイヴィッド・パイアット (David Pyatt)：ホルン、マティアス・ヘフス (Matthias Höfs)：トランペット／ジャーマンブラス、ヴァルター・アウアー (Walter Auer)：フルート、木野雅之：ヴァイオリン、篠崎友美、ヴィオラ、野口龍：フルート、甲藤さち：フルート、清水信貴：フルート、野津臣貴博：フルート、鈴木浩二：テューバ、大浦綾子：クラリネットなど。1999年（平成11年）夏には、来日直前に急病でキャンセルしたアーティストに変わって急遽リサイタル開催が決まったフルーティストのアンドラーシュ・アドリアン (András Adorján) のピアニストとして指名され、演奏会4日前という依頼にもかかわらず成功を収めた。
女優、岸田今日子（朗読）やジャズミュージシャンとの共演、またアマチュア音楽団体との共演・指導も積極的に行っており、1995年 - 1999年には慶應義塾ワグネル・ソサィエティー男声合唱団のピアニストを務め、畑中良輔、北村協一、佐藤正浩、谷池重紬子と共演した。また、早稲田大学グリークラブ、関西学院グリークラブ、 同志社グリークラブ等日本を代表するアマチュア男声合唱団にゲストピアニストとして出演している。
1996年（平成8年）新国立劇場ピアノ選定有識者会議委員（文部科学省）。2003年（平成15年）より長崎室内楽祭選考委員・講師。同年霧島国際音楽祭に招聘アーティストとして参加。平成18年度（第61回：2006年）文化庁芸術祭参加。
2004年（平成16年）には台湾の聖徳基督学院大学において室内楽・ピアノ伴奏法マスタークラスとオーケストラ指導を行うと共に台北市及び中歴市にてリサイタルを行う。2006年（平成18年）より豊嶋泰嗣ヴァイオリンセミナー（佐世保）にてピアノ伴奏講師と弦楽合奏指揮者を務める。桐朋学園芸術短期大学特別招聘講師（室内楽・ピアノ伴奏法担当）、洗足学園音楽大学講師（オーケストラ・フルートオーケストラ・室内楽担当）。門下生に指揮者の田部井剛などがいる。
指揮者としてはこれまでにテキサス・フォートワース交響楽団、インディアナ大学バレエ団、 ジュリアード室内アンサンブル、新星日本交響楽団等を指揮。2003年（平成15年）「豊嶋泰嗣ヴァイオリン協奏曲の夕べ」（紀尾井ホール）にて新日本フィルハーモニー交響楽団を指揮。2011年（平成23年）「新日本フィルトップメンバーと歌う“モーツァルト／レクイエム”」を指揮。 2010年（平成22年）より3年間、東京女子医科大学オーケストラの指揮者を務める。2020年（令和2年）4月開催の長崎シティオペラ音楽祭2020の指揮者の予定であったが、COVID-19により2021年（令和3年）4月開催に延期され、指揮者を務める予定である。

## 録音
※全てピアノでの共演
- 時任和夫『ピッコロ・ヴィルトゥオーゾ』
- 出口清子『パリのフルート音楽』※レコード芸術誌準特選盤[4]
- マジカルサウンズ『マジカルサウンズの愉快な悪戯』
- 江口有香『MEDITATION』※レコード芸術誌準特選盤[4]
- 清水研作『海－清水研作作品集』